# Drymaplaneta semivitta
Drymaplaneta semivitta är en kackerlacksart som först beskrevs av Walker, F. 1868.  Drymaplaneta semivitta ingår i släktet Drymaplaneta och familjen storkackerlackor. Inga underarter finns listade i Catalogue of Life.